# Indiaas-Surinaamse betrekkingen

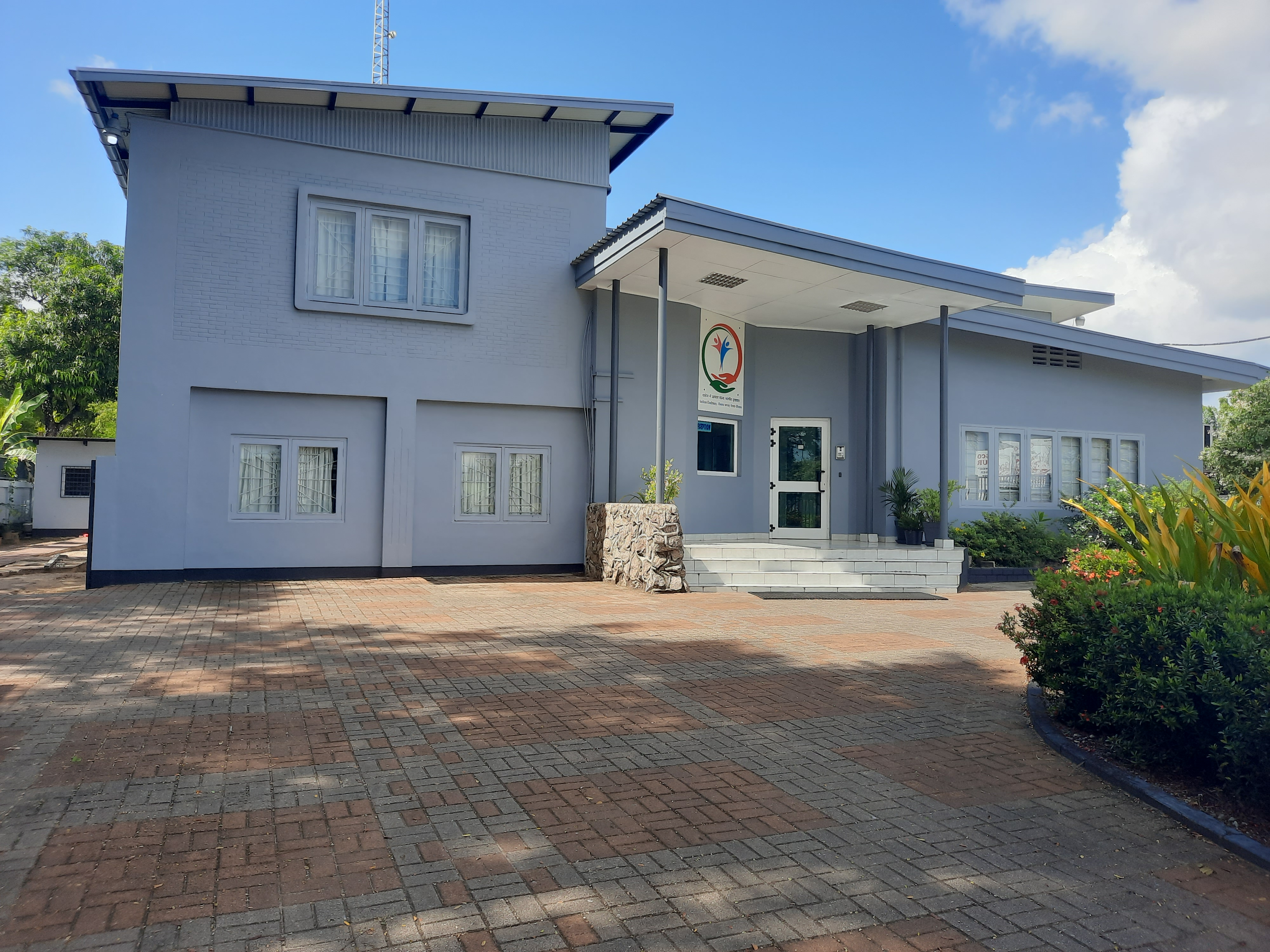
Indiase ambassade in Paramaribo

Indiaas-Surinaamse betrekkingen verwijzen naar de huidige en historische betrekkingen tussen India en Suriname. 

## Geschiedenis
In 1873 maakte het schip Lalla Rookh de reis waarmee het de geschiedenis in is gegaan als het eerste dat Brits-Indische migranten vervoerde naar Suriname. Enkele weken voorafgaand, op 10 februari 1872, was het traktaat bekrachtigd door koning Willem III van Nederland en koningin Victoria van het Verenigd Koninkrijk. Brits-Indiërs in Suriname worden gewoonlijk Hindoestanen genoemd.
De Hindoestanen kwamen naar Suriname om het arbeiderstekort op te vangen die was ontstaan door de afschaffing van de slavernij. Deze werd in 1863 van kracht maar werd nog met tien jaar gerekt door slaafgemaakten te verplichten tien jaar door te werken op de plantages. In de Britse koloniën hadden de plantagehouders goede ervaringen opgedaan met arbeiders uit Brits-Indië, omdat ze ijverig en gehoorzaam waren en zich makkelijk aan de nieuwe leefomgeving aanpasten. Tussen 1873 en 1916 kwamen 34.000 Indiërs in Suriname aan voor een contract van vijf jaar. Daarna konden ze terugkeren of blijven. Zij die bleven kregen een kostgrondje en honderd gulden.

## Bilaterale betrekkingen
India en Suriname zijn in 1976 diplomatieke betrekkingen aangegaan. India opende zijn ambassade in Suriname in 1977 en Suriname in India in 2000. Het Indiaas Cultureel Centrum werd in 1978 in Suriname opgericht en geeft les in Hindi, kathak, yoga en Indiase klassieke muziek. Eind 2016 zijn er ongeveer 80 vrijwillige Hindi scholen in het land.
In september 1992 werd een gemengde commissie Suriname-India opgericht om de samenwerking tussen de publieke en private sector van beide landen te versterken. India verstrekte Suriname sindsdien meerdere kredieten, en ook meermaals subsidies zoals voor de renovatie van het mortuarium van 's Lands Hospitaal in Paramaribo en aan het Natuurtechnisch Instituut (NATIN) in het kader van de Grant-in-Aid to Latin American and Caribbean region programme.
Sinds 1998 steunt Suriname de kandidatuur van India voor een permanente zetel in de Veiligheidsraad van de Verenigde Naties.
Tijdens het bezoek van president Venetiaan in 2003 werden overeenkomsten ondertekend voor samenwerking in de landbouw, het opzetten van een cultureel uitwisselingsprogramma en de verlenging van een krediet van 10 miljoen USD van India aan Suriname.
Burgers van Suriname komen in aanmerking voor beurzen in het kader van het Indiase Technische en Economische Samenwerkingsprogramma en de Indiase Raad voor Culturele Betrekkingen.

## Economische betrekkingen
De belangrijkste goederen die vanuit India naar Suriname worden geëxporteerd zijn ketels, machines, ijzer en staal, elektrische machines en apparatuur, geluidsrecorders, farmaceutische producten, textiel, voertuigen, koffie, thee en specerijen, rubber, papier, tabak, organische chemicaliën, meubels, tapijten, keramische producten, schoenen en gedrukte boeken. Het belangrijkste product dat vanuit Suriname naar India wordt geëxporteerd is hout en was in het verleden aluminium.
Daarnaast ontvangt Suriname geregeld Indiase economische steun. Eind 2024 schonk India 425 ton aan lijvenmiddelen, met name graan, aan Suriname.

## Reispapieren
Sinds 1 maart 2016 kunnen Indiase staatsburgers bij aankomst in Suriname een visum aanvragen.

## Staatsbezoeken

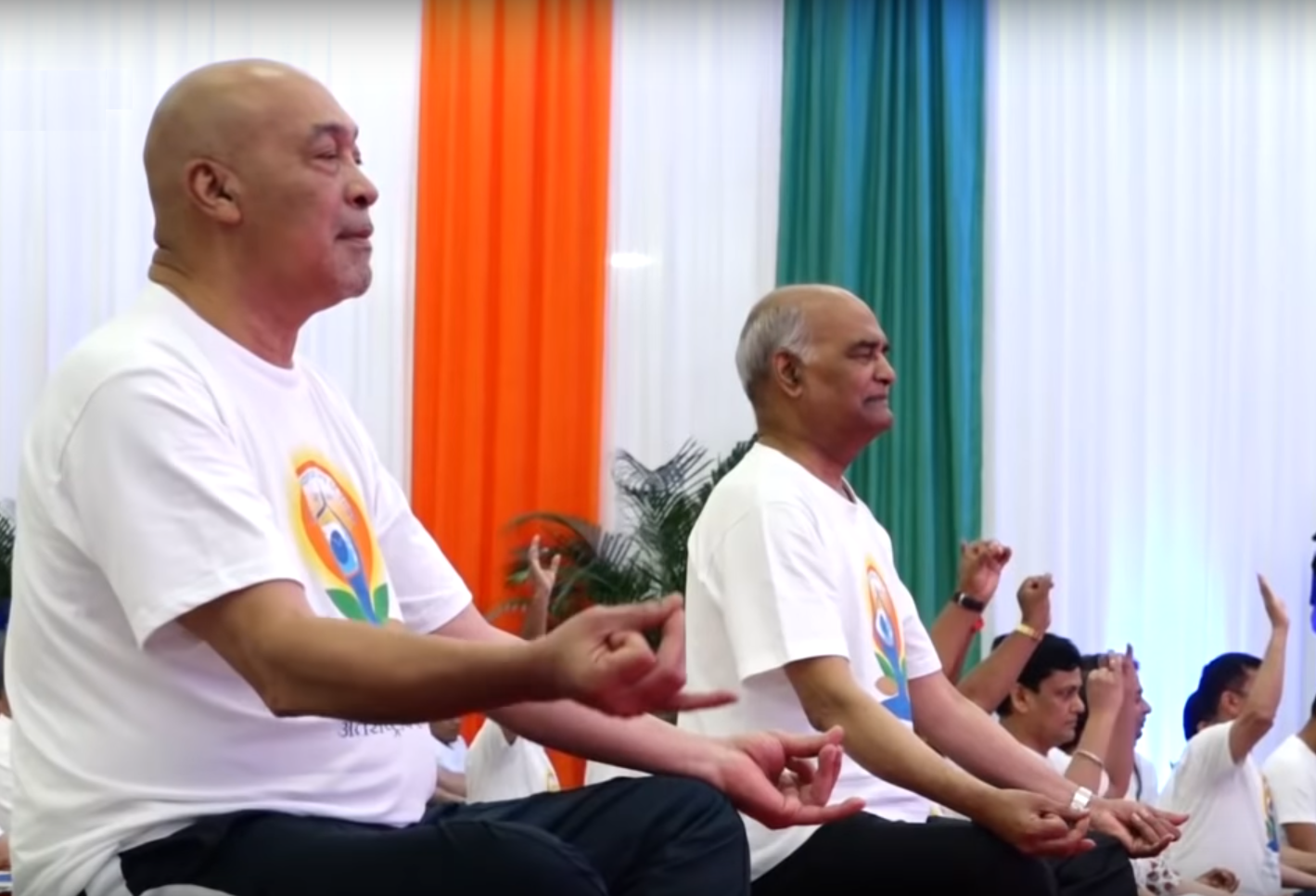
Yogasessie van Bouterse en Kovind, 2018

Presidentieel bezoek van Suriname aan India
- President Ronald Venetiaan (2003)[6]
- President Chan Santokhi (2023)[7]

Presidentieel bezoek van India aan Suriname
- President Ram Nath Kovind (2018)[8]
- President Draupadi Murmu (2023)[9]

## Diplomatieke missies
- Ambassade van India in Suriname
- Ambassade van Suriname in India
- Consulaten in Calcutta en Bangalore